# تپه سفید چغا دوده ۵
تپه سفید چغا دوده ۵ مربوط به عصر آهن است و در شهرستان کرمانشاه بخش مرکزی، دهستان بالادربند، غرب روستای سفید چغا دوده واقع شده و این اثر در تاریخ ۲۶ اسفند ۱۳۸۷ با شمارهٔ ثبت ۲۵۶۴۷ به‌عنوان یکی از آثار ملی ایران به ثبت رسیده است.